# Lista de conferências do Clube de Bilderberg
Desde 1954 o Clube de Bilderberg realizou uma série de conferências anuais:
- 29 a 31 de maio de 1954 no Hotel de Bilderberg, em Oosterbeek, Países Baixos

- 18 a 20 de março de 1955 no L'Hôtellerie du Bas-Bréau, em Barbizon, França e 23 a 25 de setembro no Grand Hotel Sonnenbichl, em Garmisch-Partenkirchen, Alemanha Ocidental
- 11 a 13 de maio de 1956 no Hotel Store Kro, em Fredensborg, Dinamarca
- 15 a 17 de fevereiro de 1957 no King and Prince Hotel, em St. Simons, Geórgia, Estados Unidos e 4 a 6 de outubro no Grand Hotel Palazzo della Fonte, em Fiuggi, Itália
- 13 a 15 de setembro de 1958 no Palace Hotel, em Buxton, Inglaterra, Reino Unido
- 18 a 20 de setembro de 1959 no Çinar Hotel, em Yesilkoy, Istambul, Turquia
- 28 a 29 de maio de 1960 no Palace Hotel, em Bürgenstock, Suíça
- 21 a 23 de abril de 1961 no Manoir St-Castin, em Lac-Beauport, Quebec, Canadá
- 18 a 20 de de 1962 no Grand Hotel Saltsjöbaden, em Saltsjöbaden, Suécia
- 29 a 31 de maio de 1963, em Cannes, França
- 20 a 22 de março de 1964, em Williamsburg, Virgínia, Estados Unidos
- 2 a 4 de abril de 1965 em Villa d'Este, Itália
- 25 a 27 de março de 1966 no Hotel Nassauer Hof, em Wiesbaden, Alemanha Ocidental
- 31 de março a 2 de abril de 1967, em Cambridge, Inglaterra, Reino Unido
- 26 a 28 de abril de 1968, em Mont-Tremblant, Quebec, Canadá
- 9 a 11 de maio de 1969 no Marienlyst Hotel, em Helsingor, Dinamarca
- 17 a 19 de abril de 1970 no Grand Hotel Quellenhof, em Baz-Ragaz, Suíça

- 23 a 25 de abril de 1971 no Woodstock Inn Resort, em Woodstock, Vermont, Estados Unidos
- 21 a 23 de abril de 1972 no La Reserve du Knokke-Heist, em Knokke-Heist, Bélgica
- 11 a 13 de maio de 1973 no Grand Hotel Saltsjöbaden, em Saltsjöbaden, Suécia
- 19 a 21 de abril de 1974 no Chalet du Mont d'Arbois, em Megève, França
- 22 a 24 de abril de 1975 no Golden Dolphin Resort Hotel, em Çeşme, Esmirna, Turquia
- 1976 não houve conferência, devido ao escândalo envolvendo o Príncipe Bernardo um dos fundadores do Bilderberg. A conferência foi planejada para abril no The Homestead, em Hot Springs, Virgínia, Estados Unidos.
- 22 a 24 de abril de 1977 no Imperial Hotel, em Torquay, Inglaterra
- 21 a 23 de abril de 1978 no Chauncey Conference Center, em Princeton, Nova Jersey, Estados Unidos
- 27 a 29 de abril de 1979 no Grand Hotel Sauerhof, em Baden, Áustria
- 18 a 20 de abril de 1980 no Dorint Sofitel Quellenhof Aachen, em Aachen, Alemanha Ocidental
- 15 a 17 de maio de 1981 no Palace Hotel, em Bürgenstock, Suíça
- 14 a 16 de maio de 1982 no Rica Park Hotel Sandefjord, em Sandefjord, Noruega
- 13 a 15 de maio de 1983 no Château Montebello, em Montebello, Quebec, Canadá
- 11 a 13 de maio de 1984 no Grand Hotel Saltsjöbaden, em Saltsjöbaden, Suécia
- 10 a 12 de maio de 1985 no Doral Arrowwood Hotel, em Rye Brook, Nova Iorque, Estados Unidos
- 25 a 27 de abril de 1986 no Gleneagles Hotel, em Gleneagles, Escócia, Reino Unido
- 24 a 26 de abril de 1987 em Villa d'Este, Itália
- 3 a 5 de junho de 1988 no Interalpen-Hotel Tyrol, em Telfs-Buchen, Áustria
- 12 a 14 de maio de 1989 no Gran Hotel de La Toja, em A Toxa, Galiza, Espanha
- 11 a 13 de maio de 1990 no Harrison Conference Center, em Glen Cove, Nova Iorque, Estados Unidos
- 6 a 9 de junho de 1991 no Hotel Badischer Hof e Schlosshotel Bühlerhöhe, em Baden-Baden, Alemanha
- 21 a 24 de maio de 1992 no Hotel Royal (Evian-les-Bains) e Hotel Ermitage, em Evian-les-Bains, França
- 22 a 25 de abril de 1993 no Astir Palace Resort, em Vouliagmeni, Grécia
- 2 a 5 de junho de 1994 no Hilton Helsinki Kalastajatorppa, em Helsínquia, Finlândia
- 8 a 11 de junho de 1995 no Palace Hotel, em Zurique, Suíça
- 30 de maio a 2 de junho de 1996 no The Kingbridge Centre, em Toronto, Canadá
- 12 a 15 de junho de 1997 no Pine Isle Resort (Demolido), em Lake Lanier, Geórgia, Estados Unidos
- 14 a 17 de maio de 1998 no Turnberry Hotel, em Turnberry, Escócia, Reino Unido
- 3 a 6 de junho de 1999 no Caesar Park Hotel Penha Longa, em Sintra, Portugal
- 1 a 3 de junho de 2000 no Chateau Du Lac Hotel, em Bruxelas, Bélgica
- 24 a 27 de maio de 2001 no Stenungsbaden Hotel, em Gotemburgo, Suécia
- 30 de maio a 2 de junho de 2002 no Westfield Marriott, em Chantilly, Estados Unidos
- 15 a 18 de maio de 2003 no Trianon Palace Hotel, em Versalhes, França
- 3 a 6 de junho de 2004 no Grand Hotel des Iles Borromées, em Stresa, Itália
- 5 a 8 de maio de 2005 no Dorint Sofitel Seehotel, em Rottach-Egern, Alemanha
- 8 a 11 de junho de 2006 no Brookstreet Hotel, em Otawa, Ontário, Canadá
- 31 de maio a 3 de junho de 2007 no Ritz-Carlton Hotel, em Istambul, Turquia
- 5 a 8 de junho de 2008 no Westfields Marriott Hotel, Chantilly (Virgínia), Estados Unidos
- 14 a 17 de maio de 2009 no Astir Palace Resort, em Atenas, Grécia
- 4 a 6 de junho de 2010 no Dolce Sitges Resort, em Sitges (Catalunha), Espanha
- 9 a 12 de junho de 2011 no Suvretta House Hotel, em St. Moritz, Suíça
- 31 de maio a 3 de junho de 2012 no The Westfields Marriott Washington Dulles Hotel, em Virginia, Estados Unidos
- 6 a 8 de junho de 2013 no The Grove Hotel, em Hertfordshire, Inglaterra
- 29 de maio a 1 de junho de 2014 no Marriot Hotel, em Copenhagen, Dinamarca
- 11 a 14 de junho de 2015 no Interalpen-Hotel Tyrol, em Telfs-Buchen, Áustria
- 9 a 12 de junho de 2016 no Taschenbergpalais Kempinski Hotel, em Dresden, Alemanha
- 1 a 4 de junho de 2017 no Westfields Marriott Washington Dulles Hotel, em Chantilly, Virgínia, Estados Unidos
- 7 a 10 de junho de 2018 no NH Torino Lingotto Congress Hotel, em Turim, Itália
- 30 de maio a 2 de junho de 2019 no Fairmont Le Montreux Palace Hotel, Montreux, Suíça
- 2020 e 2021 não houve conferência devido as restrições do Coronavírus (COVID-19)
- 2 a 5 de junho de 2022 no Salamander Mandarin Oriental Hotel, em Washington, D.C., Estados Unidos
- 18 a 21 de maio de 2023 no Pestana Palace Hotel, em Lisboa, Portugal
- 30 de maio a 2 de junho de 2024 no Eurostars Suites Mirasierra Hotel, em Madrid, Espanha